# Bartosz Bereszyński
Bartosz Bereszyński (Poznań, 1992. július 12. –) lengyel válogatott labdarúgó, az olasz Sampdoria játékosa.

## Pályafutása

### Klubcsapatban
Poznańban született és itt is kezdett el futballozni. A Lech Poznań felnőtt csapatához 2009-ben került. A 2011–12-es idényben kölcsönben szerepelt a Warta Poznań együttesében. 2013-ban a Legia Warszawa igazolta le.
Az Európa-liga 2013–14-es idényében a ciprusi Apóllon Lemeszú elleni csoportmérkőzésen kiállították és három mérkőzésre szóló eltiltást kapott. Emiatt a 2014–15-ös bajnokok ligája selejtezőinek második fordulójára és a harmadik forduló első mérkőzésére nem nevezte a klubja, mivel azt gondolták ezzel letöltötte az eltiltását. Azonban ahhoz, hogy letöltse az eltiltását, már a St Patrick's elleni második fordulóra nevezni kellett volna a keretbe. A Celtic elleni mérkőzés visszavágóján a 86. percben csereként lépett pályára. A Legia 2–0-a megnyerte a mérkőzést és összesítésben 6–1-gyel ment volna tovább. Azonban miután az UEFA észrevette a jogosulatlan szereplést, a visszavágó eredményét 3–0-val a hazaiak javára ítélte és így a skót csapat jutott tovább idegenben rúgott góllal.
2017 januárjában öt és fél éves szerződést írt alá az olasz Sampdoria csapatával.

### A válogatottban
A lengyel válogatottban 2013. június 4-én debütált egy Liechtenstein elleni 2–0-s győzelem alkalmával.
Nevezték a 2018-as világbajnokságon részt vevő válogatott 23-as keretébe.

## Statisztika

### A válogatottban
| 2013     | 1  | 0 |
| 2014     | 1  | 0 |
| 2016     | 1  | 0 |
| 2017     | 3  | 0 |
| 2018     | 10 | 0 |
| 2019     | 6  | 0 |
| 2020     | 6  | 0 |
| 2021     | 11 | 0 |
| 2022     | 11 | 0 |
| 2023     | 2  | 0 |
| Összesen | 52 | 0 |

## Sikerei, díjai
Lech Poznan
- Lengyel bajnok (1): 2009–10

Legia Warszawa
- Lengyel bajnok (3): 2012–13, 2013–14, 2015–16
- Lengyel kupa (3): 2012–13, 2014–15, 2015–16

## Külső hivatkozások
- Bartosz Bereszyński adatlapja a National-Football-Teams.com oldalon (angolul)

- Bartosz Bereszyński (lengyel nyelven). 90minut.pl
- Bartosz Bereszyński (angol nyelven). FootballDatabase.eu
- Bartosz Bereszyński (angol nyelven). soccerway.com
- Bartosz Bereszyński (angol nyelven). scoresway.com. [2018. február 26-i dátummal az eredetiből archiválva]. (Hozzáférés: 2018. június 23.)